# Pionierka (stopień harcerski)
Pionierka – w ZHP i SH  trzeci, a w SHK Zawisza drugi żeński stopień harcerski. Oznaczany w ZHP jedną krokiewką na naramienniku lub dodatkowo nabitą srebrną lilijką na Krzyżu Harcerskim. W SHK Zawisza natomiast oznaczany jest przez biało-czerwoną naszywkę z lilijką harcerską i dewizą „Semper Parati” (Zawsze Gotowa). W regulaminie KIHAM i środowiskach POH, ZHP-1918, a następnie ZHR był trzecim stopniem w żeńskich pionach organizacji. Z czasem w ZHR zmieniono jego nazwę na samarytankę.

## Idea stopnia
Ocenia siebie i swoje postępowanie, odwołując się do Prawa Harcerskiego. Potrafi radzić sobie w różnych sytuacjach. Można na niej polegać. Jest uczynna, odważna, samodzielna. Wywiązuje się z obowiązków, wynikających z miejsca w drużynie.